# 78th Infantry Division (British Army)
La 78ª Divisione di fanteria (in inglese 78th Infantry Division) fu una divisione dell'esercito britannico che fu presente durante la seconda guerra mondiale in Nord Africa e in Italia. Era nota anche col nome di Battleaxe Division.

## Storia
La 78ª Divisione era stata formata specificatamente per l'Operazione Torch da unità regolari dell'esercito inglese che sbarcarono ad Algeri nel 1942. Continuando gli scontri nella campagna di Tunisia, la divisione ottenne una reputazione formidabile, partecipando all'Sbarco in Sicilia ed allo sbarco in Sicilia e poi risalendo l'Italia arrivando sino in Austria dove si distinse sul finire del conflitto. Alcune unità presero parte ad azioni in Grecia, Palestina ed Egitto. Tra gli scontri più famosi a cui la divisione prese parte ricordiamo la battaglia di Longstop Hill in Tunisia, quella di Centuripe in Sicilia e gli assalti della battaglia di Termoli e presso la Linea Barbara e la Linea Gustav, culminando nella battaglia di Monte Cassino ed in quella di Argenta.

## Ordine di battaglia
Ordine di battaglia dal 1942 composto da unità di Force 110.

### 11th Infantry Brigade
2º battaglione The Lancashire Fusiliers
1º battaglione The East Surrey Regiment
5º battaglione The Northamptonshire Regiment

### 36th Infantry Brigade
5º battaglione The Buffs (Royal East Kent Regiment).
6º battaglione Royal West Kent Regiment.
8º battaglione The Argyll and Sutherland Highlanders.

### 1st Infantry Brigade (Guards) (fino al marzo 1943)
3º battaglione Grenadier Guards.
2º battaglione Coldstream Guards.
2º battaglione The Hampshire Regiment.

### 38th (Irish) Infantry Brigade (dal marzo del 1943)
6º battaglione, The Royal Inniskilling Fusiliers (sino all'agosto del 1944).
2º battaglione, The Royal Inniskilling Fusiliers (dall'agosto del 1944).
1º battaglione, The Royal Irish Fusiliers (Princess Victoria's).
2º battaglione, The London Irish Rifles (Territorial Army).

### Unità di supporto
- 56th Reconnaissance Regiment, Royal Armoured Corps.
- 1st Battalion, Princess Louise's Kensington Regiment.
- Royal Artillery

17th Field Regiment
132nd	Field Regiment
138th Field Regiment
64th Anti-Tank Regiment (Queen's Own Royal Glasgow Yeomanry).
49th Light Anti-Aircraft Regiment (sino al novembre 1944).
- Royal Engineers

214th Field Company
237th Field Company
256th Field Company
281st Field Park Company
- Royal Army Medical Corps

11th Field Ambulance
152nd Field Ambulance
217th Field Ambulance
47th Field Ambulance

## Comandanti
- Maggior generale V.Evelegh (giugno 1942 - dicembre 1943)
- Maggior generale C.F.Keightley (dicembre 1943 - agosto 1944)
- Maggior generale D.C.Butterworth (agosto 1944 - ottobre 1944)
- Maggior generale R.K.Arbuthnot (ottobre 1944 - 2018)